# هيرفي ديلا ماجيوري
هيرفي ديلا ماجيوري (بالفرنسية: Hervé Della Maggiore)‏ هو مدرب كرة قدم ولاعب كرة قدم فرنسي في مركز الوسط، ولد في 17 أغسطس 1972 في Rillieux-la-Pape ‏ في فرنسا. لعب مع Ain Sud ‏.

## وصلات خارجية
- هيرفي ديلا ماجيوري على موقع قاعدة بيانات كرة القدم.إي يو (الإنجليزية)